# Ptychophallus
Ptychophallus is een geslacht van kreeftachtigen uit de klasse van de Malacostraca (hogere kreeftachtigen).

## Soorten
- Ptychophallus barbillaensis Rodríguez & Hedström, 2000
- Ptychophallus coastaricensis C. R. Villalobos, 1974
- Ptychophallus cocleensis Pretzmann, 1965
- Ptychophallus colombianus (Rathbun, 1893)
- Ptychophallus exilipes (Rathbun, 1898)
- Ptychophallus goldmanni Pretzmann, 1965
- Ptychophallus kuna M. R. Campos & Lemaitre, 1999
- Ptychophallus lavallensis Pretzmann, 1978
- Ptychophallus micracanthus Rodríguez, 1994
- Ptychophallus montanus (Rathbun, 1898)
- Ptychophallus paraxantusi (Bott, 1968)
- Ptychophallus tristani (Rathbun, 1896)
- Ptychophallus tumimanus (Rathbun, 1898)
- Ptychophallus uncinatus M. R. Campos & Lemaitre, 1999
- Ptychophallus xantusi (Rathbun, 1893)